# Madison De La Garza
Madison Lee De La Garza (Dallas, Texas; 28 de diciembre de 2001) es una actriz estadounidense, medio hermana de las actrices Demi y Dallas Lovato.Conocida por su papel como Juanita Solis en Desperate Housewives.

## Carrera
Madison De La Garza Hart nació en Dallas, Texas, y es hija de Dianna de la Garza (nacida Hart) y Eddie De La Garza. Madison es medio hermana de Dallas y Demi Lovato.
De La Garza interpretó el papel recurrente de Juanita Solis, en Desperate Housewives de la cadena ABC. Juanita es la hija de Gabrielle Solis (Eva Longoria) y Carlos Solis (Ricardo Chavira).
De La Garza ha estado expuesta a la actuación toda su vida y pasó sus dos primeros años de vida en el set de la serie popular de niños, Barney.
A la edad de seis años, la misma Madison se unió al negocio familiar por conseguir el papel de Juanita en Desperate Housewives. Ella también fue vista en un episodio de Jonas Brothers: Living the Dream e hizo un cameo en la película para televisión de Disney Channel Princess Protection Program. Además, hizo una aparición especial en la serie de Disney Channel Sonny With a Chance.
Además de actuar, Madison pasa su tiempo trabajando con varias organizaciones benéficas, incluyendo padres, que ayuda a niños con cáncer, y Toys for Tots durante las vacaciones. Ella es también miembro de ASPCA. Sus hobbies incluyen paseos a caballo, leer y jugar con sus amigos. Ella también encuentra tiempo para jugar con sus mascotas, que incluye dos perros, Bailey y Bella, dos periquitos, Dewdrop y Talon, seis peces, dos hámsteres enanos, Annie y Scout Isabella, y un conejo llamado Ella.
De La Garza tuvo un papel recurrente como Kelsey en la serie de televisión de comedia de CBS Bad Teacher, Ella codirigió Pink Elephant, un cortometraje y escribió, produjo y actuó en Subject 16. Apareció en el podcast Millennial Hollywood para hablar sobre Subject 16. De La Garza tiene un canal de YouTube.En junio de 2019, se graduó en Chapman University.
En julio de 2021, Variety se informó que De La Garza estaba programada para dirigir Surprise, un "thriller de misterio sobre una fiesta sorpresa en Zoom que se pone tensa cuando los amigos de la cumpleañera parecen saber algo que ella no sabe".El corto se estrenó en YouTube el 1 de abril de 2023.

## Vida personal
De La Garza ha sido intimidada en la escuela, al igual que su hermana Demi Lovato.
En diciembre de 2010, De la Garza anunció a través de su cuenta de Twitter que ella estaba haciendo un regalo de Navidad para su hermana Demi quien en aquel entonces estaba recibiendo tratamiento por "problemas físicos y emocionales". Esto incluyó los mensajes actuales de los fanes de Lovato junto a sus nombres de usuario en Twitter.
En septiembre de 2024 anunció que estaba embarazada de su primer hijo, junto con su novio Ryan Mitchell. Sin embargo, su hija Xiomara no sobrevivió al parto, que tuvo lugar ese mismo mes.

## Filmografía

### Actriz
| Año       | Título                              | Personaje                             | Notas                                              |
| --------- | ----------------------------------- | ------------------------------------- | -------------------------------------------------- |
| 2008–2012 | Desperate Housewives                | Juanita Solis                         | Rol recurrente (temporada 5–8)                     |
| 2008      | Jonas Brothers: Living the Dream    | Ella misma                            | "Rock Star in Training" (temporada 1; episodio 13) |
| 2009      | Sonny With a Chance                 | Joven Sonny como una Exploradora Flor | "Cookie Monster" (temporada 1; episodio 20)        |
| 2009      | Princess Protection Program         | Niña en la biblioteca                 | Sin acreditar                                      |
| 2012      | Demi Lovato: Stay Strong            | Ella misma                            | Sin acreditar                                      |
| 2014      | Good Luck Charlie                   | Zoe                                   | "Accepted" (temporada 4; episodio 18)              |
| 2014      | Bad Teacher                         | Kelsey                                | (Temporada 1; 7 episodios)                         |
| 2014-2015 | Muertoons                           | Bibi                                  | Voz, principal                                     |
| 2016      | Caged No More                       | Constanza                             |                                                    |
| 2017      | American Koko                       | Heidi                                 | Episodios: "There's No Going Back" & "Baptist"     |
| 2017      | Demi Lovato: Simply Complicated     | Ella misma                            | Documental de YouTube                              |
| 2017      | Gnome Alone                         | Chelsea                               | Voz                                                |
| 2018      | Subject 16                          | Sophia                                | Cortometraje; también escritora y productora       |
| 2021      | Demi Lovato: Dancing with the Devil | Ella misma                            | Docuserie de YouTube                               |
| 2023      | Obviously                           | Ella misma                            | Cortometraje                                       |

### Directora
| Año  | Título        | Nota                                       |
| ---- | ------------- | ------------------------------------------ |
| 2020 | Pink Elephant | Codirigida junto con Madeleine Noel Murden |
| 2023 | Surprise      |                                            |